# 张家塘港
張家塘港是流經中國上海市閔行區和徐匯區的一條河流。該河流西起新泾港，东入黄浦江。全长约8公里。1871年，該河流在龙华街道境內的河段曾被疏浚。